# Cayo Espenquí
Espenquí, (también conocida como Espenkí) es el nombre de una isla del mar Caribe que pertenece a Venezuela, geográficamente forma parte del Archipiélago de los Roques y administrativamente del Territorio Insular Francisco de Miranda, una subdivisión de las Dependencias Federales. Posee una superficie aproximada de 109 hectáreas o (1,09 kilómetros cuadrados).

## Ubicación
Está ubicado al norte de Venezuela, en el mar Caribe, al suroeste de la Isla Gran Roque, al norte de la Ensenada o Bajos de los Roques y de Isla Larga o Cayo Lanquí, al oeste de Purquí y Pelona y al este de los cayos Carenero, Los Canquises y Sarquí, siendo este último el más cercano a Espenquí. 

## Turismo
Aparte de sus hermosas playas de arenas blancas, Espenquí es conocida por su laguna central de aguas azules cristalinas, en la cual se puede apreciar la naturaleza y la fauna que vive en sus alrededores, entre ellos diversas gaviotas, pelícanos y peces como Albula vulpes (localmente llamado malacho, o bone fish en inglés). Es una isla con manglares, lo que estimula la práctica del buceo y la realización de excursiones hacia ella.